# Copa Africana de Clubes Campeones 1964
La Copa Africana de Clubes Campeones 1964 fue la primera edición del torneo de clubes de fútbol más importante de África. Oficialmente se disputó durante una semana, desde el 5 de abril de 1964 hasta el 7 de febrero de 1965, desarrollándose todos los partidos, que fueron tres, en el país de Ghana, culminando la serie en el Estadio Ohene Djan, de la ciudad de Acra. Contó con la participación de 4 equipos, los cuales resultaron ser los vencedores de cuatro grupos de eliminación previa al torneo, y que estaban agrupados de acuerdo a la ubicación geográfica. El equipo ganador del evento fue Oryx Douala de Camerún, tras vencer 2:1 a Stade Malien de Malí. De esta forma, Oryx Doualá obtuvo su primer título en este evento.

## Fase previa

### Zona Norte, Centro, Este
El Cotton Factory Club de Etiopía clasificó al ser el único participante de la zona.

### Occidental A

#### Primera Ronda
| Equipo 1       | Agr. | Equipo 2              | Ida | Vuelta |
| -------------- | ---- | --------------------- | --- | ------ |
| Stade Malien   | 5-1  | Espoir de Saint-Louis | 4-0 | 1-1    |
| Sily CK        | 6-4  | Invincible Eleven     | 4-1 | 2-3    |
| Etoile Filante | w.o. | ASEC Mimosas          | -   | -      |

#### Segunda Ronda
| Equipo 1      | Agr. | Equipo 2     | Ida | Vuelta |
| ------------- | ---- | ------------ | --- | ------ |
| Sily CK       | 4-4  | Stade Malien | 4-2 | 0-2    |
| AS Porto-Novo | 3-51 | ASEC Mimosas | 2-1 | 1-4    |

#### Tercera Ronda
| Equipo 1     | Agr. | Equipo 2     | Ida | Vuelta |
| ------------ | ---- | ------------ | --- | ------ |
| ASEC Mimosas | 7-9  | Stade Malien | 3-3 | 4-6    |

### Occidental B
El Real Republicans de Ghana clasificó automáticamente como organizador del evento.

### Central
El Oryx Douala de Camerún avanzó sin jugar.

## Cuadro
|  | Semifinales          | Semifinales  |   |  | Final              | Final |  |
|  |                      |              |   |  |                    |       |  |
|  | Acra, 31 de enero    |              |   |  |                    |       |  |
|  | Real Republicans     | 1            |   |  |                    |       |  |
|  | Oryx Douala          | 2            |   |  |                    |       |  |
|  |                      |              |   |  |                    |       |  |
|  |                      |              |   |  | Acra, 7 de febrero |       |  |
|  |                      |              |   |  | Oryx Douala        | 2     |  |
|  |                      | Stade Malien | 1 |  |                    |       |  |
|  |                      |              |   |  |                    |       |  |
|  |                      |              |   |  |                    |       |  |
|  |                      |              |   |  |                    |       |  |
|  | Kumasi, 4 de febrero |              |   |  |                    |       |  |
|  | Cotton Factory       | 1            |   |  |                    |       |  |
|  | Stade Malien         | 3            |   |  |                    |       |  |

## Campeón
| Bandera de Camerún    |
| Oryx Douala 1º título |